# Klara Weingarten
Klara Weingarten (geboren als Klara Kuttner, 12. September 1909 in Budapest, Österreich-Ungarn; gestorben 12. Juli 1973 in Wien) war eine österreichische Neurologin.

## Leben
Klara Kuttner wuchs in Budapest auf und besuchte das Gymnasium. 1927 begann sie das Medizinstudium an der Universität Wien und wurde 1933 promoviert. Sie wurde 1933 österreichische Staatsbürgerin. Sie hospitierte an der zweiten Medizinischen Universitätsklinik im Wiener Allgemeinen Krankenhaus und arbeitete dann an der Wiener städtischen Nervenheilanstalt am Rosenhügel bei Joseph Wilder. 1938 suchte sie um den Facharzttitel an, sie wurde aber, ebenso wie Wilder, nach dem Anschluss Österreichs im März 1938 aus rassistischen Gründen entlassen. 
Weingarten gelang die Flucht nach Uruguay, wo sie an der psychiatrischen Klinik in Montevideo als Assistenzärztin arbeiten durfte.
Weingarten erhielt 1947 nach ihrer Rückkehr nach Österreich den Facharzttitel und arbeitete bei der Wiener Gebietskrankenkasse als angestellte Konsiliarprimaria am Hanusch-Krankenhaus und parallel dazu als unbezahlte Assistentin an der psychiatrisch-neurologischen Universitätsklinik bei Otto Kauders (1893–1949). 1956 wurde sie mit der Schrift Die myoklonischen Syndrome und 39 weiteren Arbeiten habilitiert. 
Klara Weingarten war mit dem Urologen Paul Weingarten verheiratet. Sie starb an den Folgen eines Autounfalls.
2023 wurde die Grünfläche in einem Straßenzwickel vor dem Hanusch-Krankenhaus Klara-Weingarten-Park benannt.

## Schriften (Auswahl)
- Die myoklonischen Syndrome. Wien : Verl. f. medizin. Wissenschaften Maudrich, 1957 DNB